# Siegbach (Abens)
Der Siegbach, auch Sieg genannt, ist ein mit dem längsten Oberlauf fast 10 km langer Bach im bayerischen Landkreis Kelheim, der nach überwiegend westlichem bis nordwestlichem Lauf westlich von Siegenburg und gegenüber von dessen Dorf Daßfeld von rechts in die Abens mündet.

## Geographie

### Verlauf
Der Siegbach hat zwei anscheinend namenlose Oberläufe, dessen längerer rechter auf etwa 448 m ü. NHN einem winzigen Quellteich im Gewann Kreut nordnordöstlich des Einzelhofes Eicherhof der Gemeinde Wildenberg entspringt, der etwas südlich der Kreisstraße KEH 29 von Rohr in Niederbayern-Gressau im Osten nach Wildenberg im Westen in einer Waldmulde liegt.
Dieser Oberlauf fließt zunächst etwa einen halben Kilometer lang etwa südwärts bis zum Waldrand bei Eicherhof, wo er in einer kleinen Talspinne Zulauf aus nordöstlicher und südöstlicher Richtung erfährt.  Anschließend zieht er ca. 750 m weiter am Waldrand westsüdwestlich und zuletzt an zwei Teichen am rechten Ufer vorbei, ehe er sich mit dem aus dem Ostsüdosten kommenden, etwas über einen Kilometer langen linken Oberlauf vereint, dessen sämtlich ebenfalls auf etwas unter 450 m ü. NHN liegende Waldquellen westlich des Koppenbergs, an diesem und nördlich von diesem liegen.
Das ab dort Siegbach genannte Gewässer fließt von nun an in etwas wechselnden westlichen bis nordwestlichen Richtungen. Schon nach wenigen Schritten durchfließt er einen See beim Wildenberger Dorf Willersdorf, das er anschließend durchquert. Auf seinem weiteren, dort zeitweilig ganz westlichen Lauf trennt er das rechts liegende Wildenberg von seinem links liegenden Pfarrdorf Pürkwang und nimmt dann unterhalb der Weizenmühle mit dem Schweinbach den ersten seiner beiden großen linken Zuflüsse auf. Diesem folgt von derselben Seite bald, aber schon auf dem Gebiet des Marktes Siegenburg, kurz vor dessen Grafenmühle der Schmiedbach. Dort verläuft schon die B 299 im Tal, die dem Siegbach nun bis zur Mündung nahe folgt. Kurz vor Siegenburg überquert auf einem Straßendamm die A 93 das Tal, danach durchfließt der Siegbach den Hauptort des Marktes. Etwas unterhalb der Ortsgrenze und gegenüber dem zugehörigen Dorf Daßfeld mündet der Siegbach schließlich auf etwa 376 m ü. NHN von rechts in die Abens.

### Einzugsgebiet
Das 29,1 km² große Einzugsgebiet liegt, naturräumlich gesehen, in der Hallertau, einer großen Hopfenanbauzone, die zum Donau-Isar-Hügelland gehört, einem Teil des Nördlichen Alpenvorlandes.

### Zuflüsse und Seen
Liste der Zuflüsse und  Seen von der Quelle zur Mündung. Mit Gewässerlänge, Seefläche und Einzugsgebiet und Höhe. Andere Quellen für die Angaben sind vermerkt.
- Durchfließt auf etwa 423 m ü. NHN den See vor Wildenberg-Willersdorf, ca. 2,3 ha.
- Schmiedbach, von links auf etwa 409 m ü. NHN in Wildenberg-Pürkwang, 1,3 km und 2,3 km²
- Schweinbach, von links auf etwa 402 m ü. NHN nach Wildenberg-Weizenmühle, 3,3 km und 4,0 km²
- Schmiedbach, von links auf etwa 401 m ü. NHN vor Siegenburg-Grafenmühle, 3,3 km und 6,1 km²
- Eglseegraben, von links auf etwa 392 m ü. NHN nach Siegenburg-Morgenrothmühle, 1,0 km und 1,4 km²

## Hochwasser
Der Siegbach ist ein Gewässer dritter Ordnung, mit gelegentlichem Hochwasser. Durch die Tallage von Siegenburg erfuhr der Markt immer wieder Hochwasserkatastrophen, die letzten bekannten in den Jahren 1862 und am 8. September 1981 durch Dauerregen, bei dem über 60 Liter pro Quadratmeter in 24 Stunden fielen. Am Pfingstsonntag, den 5. Juni 2022, Abends gegen 18 Uhr zogen schwere Unwetter über Siegenburg, innerhalb 3 Stunden fielen 40 Liter Regen, daraufhin gab es von Norden her eine Sturzflut durch Siegenburg, die viel Schlamm und Wasser brachte. Der Siegbach schwoll an, blieb jedoch in seinem Bett.

## Brücken und Nutzung
Heute wird der Siegbach von fünf Autobrücken und vier Fußgängerbrücken überquert.
Am Siegbach wurden früher zwei Sägewerke, drei Mühlen, drei kleine Elektrizitätswerke und eine Weißgerberei betrieben.

### BayernAtlas („BA“)
Amtliche Online-Gewässerkarte mit passendem Ausschnitt und den hier benutzten Layern: Lauf und Einzugsgebiet des Siegbachs

Allgemeiner Einstieg ohne Voreinstellungen und Layer: BayernAtlas der Bayerischen Staatsregierung (Hinweise)
1. 1 2 3 4  Höhe abgefragt auf dem Hintergrundlayer Amtliche Karte (Rechtsklick).
2. 1 2 3  Länge abgemessen auf dem Hintergrundlayer Amtliche Karte.
3. ↑  Seefläche abgemessen auf dem Hintergrundlayer Amtliche Karte.

### Gewässerverzeichnis Bayern („GV“)
1. 1 2  Länge nach: Verzeichnis der Bach- und Flussgebiete in Bayern – Flussgebiet Lech bis Naab, Seite 74 des Bayerischen Landesamtes für Umwelt, Stand 2016 (PDF; 2,9 MB) (Für die Zuflüsse auch die zwei Folgeseiten. Seitenzahl kann sich ändern.)
2. 1 2  Einzugsgebiet nach: Verzeichnis der Bach- und Flussgebiete in Bayern – Flussgebiet Lech bis Naab, Seite 74 des Bayerischen Landesamtes für Umwelt, Stand 2016 (PDF; 2,9 MB) (Für die Zuflüsse auch die zwei Folgeseiten. Seitenzahl kann sich ändern.)

### Sonstige
1. ↑  Otto Sporbeck, Hansgeorg Schlichtmann: Geographische Landesaufnahme: Die naturräumlichen Einheiten auf Blatt 173 Ingolstadt. Bundesanstalt für Landeskunde, Bad Godesberg 1990. → Online-Karte (PDF; 3,6 MB)
2. 1 2  Siegbach - Siegbach - Siegenburg.de. Abgerufen am 28. Februar 2020.
3. ↑  Niederschlag: Gesamtzeitraum Siegenburg (Kläranlage). Abgerufen am 15. August 2022.
4. ↑  wo: Sturzfluten im Landkreis Kelheim: Keller mussten leergepumpt werden. In: Mittelbayerische. Abgerufen am 15. August 2022.
5. ↑  BayernAtlas. Abgerufen am 28. Februar 2020.